# سیارک ۱۵۱۶۰
سیارک ۱۵۱۶۰ (به انگلیسی: 15160 Wygoda، نامگذاری:2000FK44) پانزده هزار و صد و شصتمین سیارک کشف شده‌است که در ۲۹ مارس ۲۰۰۰ کشف شد.
قدر مطلق سیارک برابر ۱۴.۸ است.